# Lány +63 kg-os súlyemelés a 2010. évi nyári ifjúsági olimpiai játékokon
A 2010. évi nyári ifjúsági olimpiai játékokon a súlyemelés lány +63 kg-os versenyszámát augusztus 18-án 14:30-kor rendezték meg a Toa Payoh Sports Hallban. A résztvevők legkevesebb 63 kg-os testtömeggel indulhattak, felső határ nélkül.
A végeredménynél összeadódott az emelő legjobb szakítás és lökés eredménye. A versenyzőknek fogásnemenként három gyakorlat állt rendelkezésükre; az emelés eredménye a legnehezebb sikeresen felemelt súly volt.

## Eredmények
Az eredmények kilogrammban értendők.

### Végeredmény
Azonos összesített eredmény esetén az a versenyző végzett előrébb, amelyiknek kisebb volt a testsúlya.
| H     | Név                    | Nemzet              | Cs | Súly   | Szakítás | Szakítás | Szakítás | Szakítás | Lökés | Lökés | Lökés | Lökés | Össz. |
| H     | Név                    | Nemzet              | Cs | Súly   | 1        | 2        | 3        | E        | 1     | 2     | 3     | E     | Össz. |
| ----- | ---------------------- | ------------------- | -- | ------ | -------- | -------- | -------- | -------- | ----- | ----- | ----- | ----- | ----- |
| Arany | Olga Zubova            | Oroszország (RUS)   | A  | 71,59  | 105      | 110      | 112      | 112      | 135   | 139   | 143   | 139   | 251   |
| Ezüst | Chitchanok Pulsabsakul | Thaiföld (THA)      | A  | 119,89 | 108      | 112      | 115      | 115      | 132   | 136   | 142   | 136   | 251   |
| Bronz | Kim Kuk-Hyang          | Észak-Korea (PRK)   | A  | 87,11  | 100      | 106      | 106      | 106      | 138   | 140   | 140   | 138   | 244   |
| 4.    | Yao Chi-Ling           | Tajvan (TPE)        | A  | 81,37  | 97       | 100      | 103      | 100      | 127   | 133   | 133   | 133   | 233   |
| 5.    | Andreea Aanei          | Románia (ROU)       | A  | 102,56 | 93       | 98       | 102      | 102      | 120   | 125   | 130   | 125   | 227   |
| 6.    | Park Yoon Hee          | Dél-Korea (KOR)     | A  | 103,53 | 98       | 102      | 106      | 102      | 125   | 125   | 125   | 125   | 227   |
| 7.    | Tetyana Syrota         | Ukrajna (UKR)       | A  | 73,88  | 85       | 89       | 92       | 89       | 105   | 110   | 113   | 113   | 202   |
| 8.    | Iuniarra Simanu        | Nyugat-Szamoa (SAM) | A  | 96,16  | 80       | 85       | 85       | 85       | 105   | 110   | 110   | 105   | 190   |
| 9.    | Milena Kruczynska      | Lengyelország (POL) | A  | 69,21  | 79       | 82       | 82       | 82       | 101   | 106   | 106   | 106   | 188   |
| 10.   | Ganna Pustovarova      | Üzbegisztán (UZB)   | A  | 104,88 | 83       | 83       | 87       | 83       | 100   | 100   | 100   | 100   | 183   |
| 11.   | Prabdeep Sanghera      | Kanada (CAN)        | A  | 69,25  | 78       | 78       | 82       | 82       | 93    | 97    | 97    | 93    | 175   |
| 12.   | Miku Shichinohe        | Japán (JPN)         | A  | 72,44  | 75       | 79       | 80       | 80       | 85    | 90    | 93    | 93    | 173   |
|       | Carlotta Brunelli      | Olaszország (ITA)   | A  | 74,91  | 80       | 85       | 85       | 85       | 90    | 90    | 90    | —     | —     |

## Fordítás
Ez a szócikk részben vagy egészben  a   Weightlifting at the 2010 Summer Youth Olympics – Girls' +63 kg című angol Wikipédia-szócikk fordításán alapul.  Az eredeti cikk szerkesztőit annak laptörténete sorolja fel. Ez a jelzés csupán a megfogalmazás eredetét és a szerzői jogokat jelzi, nem szolgál a cikkben szereplő információk forrásmegjelöléseként.